# Oxytropis uralensis
Oxytropis uralensis är en ärtväxtart som först beskrevs av Carl von Linné, och fick sitt nu gällande namn av Dc. Oxytropis uralensis ingår i släktet klovedlar, och familjen ärtväxter. Inga underarter finns listade i Catalogue of Life.